# Strychnos andamanensis
Strychnos andamanensis är en tvåhjärtbladig växtart som beskrevs av Arthur William Hill. Strychnos andamanensis ingår i släktet Strychnos och familjen Loganiaceae. Inga underarter finns listade i Catalogue of Life.